# Чарлс Геновеј
Чарлс „Чеј” Геновеј (енгл. Charles "Chay" Genoway; Морден, 20. децембар 1986) професионални је канадски хокејаш на леду који игра на позицијама одбрамбеног играча. 
Као члан сениорске репрезентације Канаде освојио је бронзану медаљу на Зимским олимпијским играма 2018. у јужнокорејском Пјонгчангу.
Његов старији брат Колби Геновеј такође је професионални хокејаш на леду.

## Играчка каријера
Озбиљнију играчку каријеру Галовеј започиње након одласка на Универзитет Северне Дакоте за чији хокејашки тим је играо пуних пет сезона. Након што је дипломирао 2011. потписује први професионални једногодишњи уговор са НХЛ екипом Минесота вајлдси, а дебитантску професионалну каријеру започиње исте сезоне као позајмљени играч АХЛ филијале Вајлдса, екипе Хјустон аероса. У дебитантској професионаној сезони одиграо је 72 утакмице за Аеросе (учинак од 7 голова и 29 асистенција), а на крају сезоне одиграо је и један меч за екипу Вајлдса, на утакмици против Којотса играној 7. априла 2012. остварио је и једну асистенцију. 
Иако је у јуну 2012. продужио уговор са Вајлдсима на још једну годину, целу сезону је поново одиграо за Аеросе, те је на крају исте трејдован у Вашингтон капиталсе.
По окончању уговора са екипом из Вашингтона (током трајања уговора играо за њихову филијалу Херши берсе) као слободан играч одлази у Европу и потписује једногодишњи уговор са летонским КХЛ лигашем Динамом из Риге. И у наредном периоду остаје у КХЛ-у где наступа прво за московски Спартак и Јокерит из Хелсинкија, а од 2017. игра за екипу Ладе из Тољатија. 

### Репрезентативна каријера
За сениорску репрезентацију Канаде дебитовао је на Зимским олимпијским играма 2018. у јужнокорејском Пјонгчангу. Са репрезентацијом је освојио бронзану медаљу на тим играма, што је уједно и највећи успех у његовој професионалној каријери.